# د گوستیبوس نن ئست دیسپوتاندوم
دِ گوستیبوس نُن ئِست دیسپوتاندوم (لاتین: De gustibus non est disputandum؛ معنای تحت‌اللفظی: دربارهٔ سلیقه، بحثی نیست) یک گفتهٔ اخلاقی لاتین است به‌معنای «سلیقه احتیاج به دلیل و برهان ندارد» یا «سلیقه‌ها متقاوت است» و معادلش در زبان انگلیسی می‌شود «There is no accounting for taste(s).»
مفهوم این پند قدیمی لاتین است که سلیقهٔ شخصی هر کس، صرفاً یک عقیده ذهنی است که نمی‌تواند درست یا نادرست باشد، بنابراین هرگز نباید در مورد آنها به گونه‌ای بحث و اظهارنظر کرد که گویی چنین هستند. گاهی این عبارت به صورت De gustibus et coloribus... به مزه‌ها و رنگ‌ها بسط می‌یابد. این اندرز لاتین یک ضرب‌المثل رومی باستان است که منشأ زبانی و متنی آن ناشناخته است و خود موضوع هم مورد گفتگو و جدل است.